# Javanoscinis convexa
Javanoscinis convexa är en tvåvingeart som beskrevs av Cherian 1990. Javanoscinis convexa ingår i släktet Javanoscinis och familjen fritflugor.
Artens utbredningsområde är Kerala (Indien). Inga underarter finns listade i Catalogue of Life.